# Пригородный (Московская область)
При́городный — посёлок в Орехово-Зуевском муниципальном районе Московской области. Входит в состав сельского поселения Малодубенское. Население — 32 чел. (2010).

## География
Посёлок Пригородный расположен в северной части Орехово-Зуевского района, непосредственно примыкает с севера к городу Орехово-Зуево. Высота над уровнем моря 121 м. К посёлку приписано СНТ Мечта. Ближайший населённый пункт — город Орехово-Зуево.

## История
Образован как посёлок 1-го отделения Малодубенской птицефабрики. В 2002 году переименован в посёлок Пригородный.
До муниципальной реформы 2006 года посёлок входил в состав Малодубенского сельского округа Орехово-Зуевского района.

## Население
По переписи 2002 года — 59 человек (29 мужчин, 30 женщин).
| 2002 | 2006 | 2010 |
| ---- | ---- | ---- |
| 59   | ↗68  | ↘32  |